# Dadrá e Nagar Aveli

Localização de Dadrá e Nagar Aveli na Índia.

Dadrá e Nagar Aveli (em inglês, Dadra and Nagar Haveli) é um distrito do território da União de Dadrá e Nagar Aveli e Damão e Diu, no oeste da Índia. Dadrá é um enclave no Estado do Guzerate e Nagar Aveli fica na fronteira entre este e Maarastra.
Ao contrário das áreas circundantes, Dadrá e Nagar Aveli foram governadas pelos portugueses de 1783 até meados do século XX. A área foi capturada por forças pró-Índia em 1954 e administrada como o estado independente de facto de Dadrá e Nagar Aveli antes de ser anexado à Índia como um território da União em 1961. O território foi fundido com o território vizinho de Damão e Diu para formar o novo território da União de "Dadrá e Nagar Aveli e Damão e Diu" em 26 de janeiro de 2020. O território de Dadrá e Nagar Aveli tornou-se, então, um dos três distritos do novo território da União.
A cidade de Silvassa (em marata: सिल्वासा; em guzerate: સેલ્વાસ) é a sede administrativa do distrito de Dadrá e Nagar Aveli e da taluca (subdistrito) de Nagar Aveli.

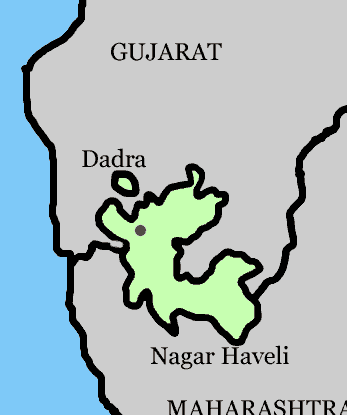
Localização de Dadrá e Nagar Aveli

## História

### Época medieval
As primeiras citações à área onde hoje está o território da união de Dadrá e Nagar Aveli datam da época medieval, quando invasores rajaputes, em 1262, tornaram-se soberanos da região, formando um pequeno estado chamado Ramnagar.
A área continuou sob controle rajapute até meados do século XVIII, quando foi conquistada pelos Maratas.

### Colónia portuguesa
Em 1783, Nagar Aveli foi cedida aos portugueses, como compensação pelo afundamento de um navio português pela marinha marata. Posteriormente, em 1785, o Império Português comprou Dadrá, inserindo-a no Estado Português da Índia. Foi a primeira colônia a desmembrar-se do Império pela ocupação da União Indiana, em 1954, depois de quase duzentos anos de convivência pacífica entre colonizadores e nativos.

### Pseudo-independência
Depois que a Índia conquistou sua independência do Reino Unido, em 1947, houve uma grande pressão para que Portugal e França cedessem seus territórios indianos para a formação do novo país. A recusa portuguesa em negociar levou, em um primeiro momento, à perda das áreas de Dadrá e Nagar Aveli, já em 1954. Posteriormente, em 1961, os demais territórios portugueses na Índia (Goa, Damão e Diu) foram também invadidos pela União Indiana e anexados ao país. O movimento de "liberação" de Dadrá e Nagar Aveli se deu pela conjunção de forças de movimentos como o Frente Unida Goesa (UFG, em inglês), a Organização do Movimento de Libertação Nacional (NMLO, em inglês), o Rashtriya Swayamsevak Sangh e o Azad Gomantak Dal.

### Integração na Índia

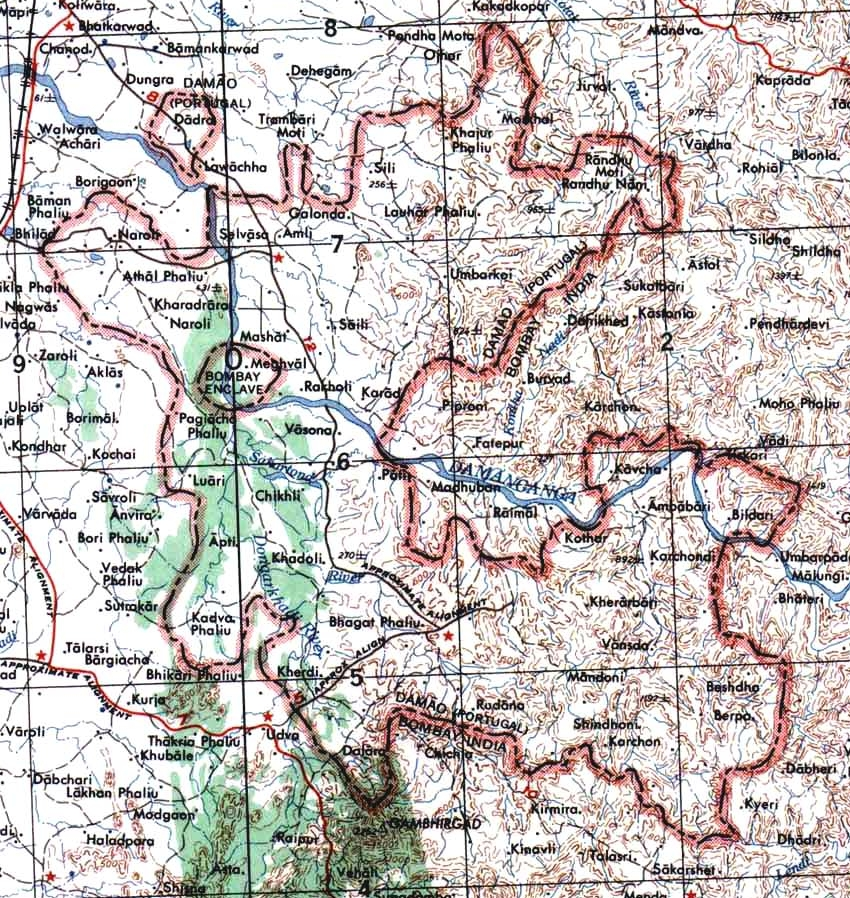
Antigo mapa do território

Com a retirada dos portugueses, Dadrá e Nagar Aveli tornou-se, aos olhos do direito internacional, um país independente. Os habitantes teriam solicitado ao governo da Índia apoio administrativo, razão que teria levado ao envio de um oficial do Serviço Administrativo Indiano (IAS), K.G. Badlani, para assumir a administração local.
De 1954 a 1961, a região foi administrada por um colegiado denominado Varishta Panchayat de Dadrá e Nagar Aveli Livres.
Em 1961, quando as forças armadas indianas invadiram Goa, Damão e Diu, o administrador Badlani foi, por um dia, designado primeiro-ministro de Dadrá e Nagar Aveli, pois assim, como chefe de governo, ele poderia assinar um acordo com o primeiro-ministro da Índia, Jawaharlal Nehru, e formalmente unir Dadrá e Nagar Aveli à República da Índia, como um território da União.

### Fusão
Em 26 de janeiro de 2020 Dadrá e Nagar Aveli fundiu-se com o território da União de Damão e Diu para formar a nova subdivisão Dadrá e Nagar Aveli e Damão e Diu.

## Administração
Um tenente-governador administra o distrito, o qual cobre uma área de 487 km² e é composto por um único distrito, que se subdivide em duas talucas (subdistrito ou concelho):
- Dadrá
- Nagar Aveli

Dadrá é o centro administrativo do taluca de Dadrá, que abrange a cidade de Dadrá. Silvassa é o centro administrativo do taluca de Nagar Aveli, que compreende a cidade de Silvassa, 2 outras cidades e uma miríade de aldeias e vilarejos.

## População
A população do território é de 220 490 habitantes, dos quais 121 666 são homens e 98 824 são mulheres. A densidade populacional é de 449 hab./km².
As principais línguas faladas pelos moradores de Dadrá e Nagar Aveli são o gujarati, o híndi e o concani. Há poucos vestígios da cultura portuguesa no território, sendo praticamente impossível encontrar alguém que fale português. A taxa de alfabetização é de 57,6%, uma das mais baixas de toda a Índia, o que se deve, em parte, a alta alocação da população na zona rural e pela estrutura tribalista que ainda perdura no território.